# برغشاد (نجف أباد)
برغشاد (بالفارسية: برگشاد) هي قرية تقع في إيران في Najafabad Rural District. يقدر عدد سكانها بـ 140 نسمة بحسب إحصاء 2016.